# 鈴木信吾 (動畫師)
鈴木信吾（日语：／ Suzuki Shingo，8月7日—），日本男性動畫師、人物設計師、動畫演出家、動畫導演。出身於千葉縣。GoHands所屬。B型血。

## 來歷
鈴木信吾從東京動畫師學院畢業後，加入了動畫下游製作公司「動畫浪漫」。同時加入該公司的有吉成鋼等人。
離開動畫浪漫後，他在日昇動畫、GONZO、SATELIGHT等公司擔任動畫師和動畫演出家。
截至2011年，他目前在GoHands擔任員工動畫師。

## 參加作品

### 電視動畫
- 七海遊龍（原畫）
- 金肉人 金肉星王位爭奪篇（原畫）
- NINKU -忍空-（原畫）
- 銀裝騎攻ORDIAN（日语：銀装騎攻オーディアン）（演出、作畫監督、原畫）
- 地球少女Arjuna（作畫）
- 超重神GRAVION（分鏡、演出、作畫監督、原畫）
- 超重神GRAVIONZwei（分鏡、原畫）
- 出擊！救難特警隊（分鏡）
- R.O.D -THE TV-（分鏡）
- 殺戮都市（作畫監督）
- 聖魔之血（機械&道具設定、作畫監督、原畫）
- 七武士（作畫監督、原畫）
- 到另一個你的身邊去（原畫）
- 魔女之刃（作畫監督、原畫）
- 戀愛天使安琪莉可 ～光輝的明天～（作畫監督、OP原畫）
- BACCANO！（作畫監督）
- 守護甜心！（動畫導演、作畫監督 等）
- 超時空要塞Frontier（作畫監督）
- 鐵腕女警 DECODE:02（日语：鉄腕バーディー DECODE）（OP原畫）
- 公主戀人（人物設定、動畫導演、作畫監督）
- 聖劍鍛造師（原畫）
- 妄想學生會（原畫）
- 魔法少女小圓（原畫）
- K（導演、人物設定、美術設定、分鏡、作畫監督（佈局、動畫）、原畫、OP分鏡&作畫監督&原畫）
- BTOOOM！（原畫）
- 核爆默示錄（導演、人物設定、分鏡、原畫、OP分鏡&原畫）
- 妄想學生會＊（首席動畫師、演出協力、OP原畫、原畫）
- K RETURN OF KINGS（導演、人物設定、美術設定、分鏡、作畫監督（佈局、動畫）、OP分鏡&作畫監督、ED分鏡&作畫監督）
- Hand Shakers（導演、分鏡）
- W'z（日语：W'z《ウィズ》）（導演、分鏡）
- Praeter之傷（導演、人物設定[2]）
- 我喜歡的女孩忘記戴眼鏡（概念藝術、分鏡）
- 能幹貓今天也憂鬱（分鏡、演出、作畫監督）
- MOMENTARY LILY 剎那之花（總導演、人物設定[3]、分鏡、演出）
- 遭到流放的轉生重騎士憑藉遊戲知識大開無雙（總導演[4]）

### 電影動畫
- Genius Party 上海大龍（日语：ジーニアス・パーティ）（人物設定）
- 殼中少女 壓縮（人物設定、動畫導演、分鏡、構圖、佈局動畫作畫監督、原畫）
- 殼中少女 燃燒（人物設定、總作畫監督、分鏡、構圖）
- 殼中少女 排氣（人物設定、總作畫監督）
- 劇場版 K MISSING KINGS（導演、人物設定）
- 劇場版 K SEVEN STORIES Episode 1 R:B ～BLAZE～（導演、人物設定）
- 劇場版 K SEVEN STORIES Episode 2 SIDE:BLUE ～猶如天狼～（導演、人物設定）
- 劇場版 K SEVEN STORIES Episode 3 SIDE:GREEN ～覆寫世界～（導演、人物設定）
- 劇場版 K SEVEN STORIES Episode 4 Lost Small World ～牢籠的彼端～（導演、人物設定）
- 劇場版 K SEVEN STORIES Episode 5 MEMORY OF RED ～BURN～（導演、人物設定）
- 劇場版 K SEVEN STORIES Episode 6 Circle Vision ～Nameless Song～（導演、人物設定）

### OVA
- THE 八犬傳 ～新章～（原畫）
- 3×3 EYES ～聖魔傳說～（原畫）
- 星際迷航俏女郎（日语：てなもんやボイジャーズ）（原畫）
- R.O.D -READ OR DIE-（原畫）
- 鴉 -KARAS-（原畫）

## 相關項目
- GoHands
- 日本動畫師列表（日语：アニメ関係者一覧）